# Żałuję
Żałuję è il singolo di debutto della cantante pop-rock polacca Ewelina Flinta, che ha vinto la prima stagione del talent show Idols. È una cover di Sama, singolo del 1998 originariamente registrato in lingua serba dalla cantante Ana Stanić. Ha raggiunto la prima posizione della classifica dei singoli polacchi, restandovi per 7 settimane.
Nel video musicale del brano, in una prima parte la cantante si trova in una stanza durante una giornata invernale, sta seduta e ogni tanto si alza e guarda fuori dalla finestra l'affollato viale sul quale si affaccia la casa. Nella seconda parte del video, Ewelina cammina nella città nella quale si trova, fermandosi ogni tanto.

## Classifiche
| Classifica (2003) | Posizione massima |
| ----------------- | ----------------- |
| Polonia           | 1                 |